# Ringholmen (Alver)
Ne doit pas être confondu avec Ringholmen ou Ringholmen (Sveio).
Ringholmen est une île norvégienne dans le comté de Hordaland. Elle fait partie du territoire de l'ancienne commune de Meland, aujourd'hui rattachée à Alver.

## Géographie
Rocheuse et couverte d'une légère végétation, à fleur d'eau, elle s'étend sur environ 232 m de longueur pour une largeur approximative de 147 m. 